# Heidi Andreasen
Heidi Andreasen, född den 18 december 1985 är en simmare från Färöarna.

## Paralympics 2000
Heidi Andreasen deltog  i Paralympiska sommarspelen 2000 och representerade Färöarna. Vid tävlingarna tog hon tre silvermedaljer i grenarna 50 meter frisim (S8), 100 meter frisim (S8) och 400 meter frisim (S8). Hon tog även en bronsmedalj på 100 meter ryggsim (S8).

## VM 2002
Vid Internationella paralympiska kommitténs (IPK) världsmästerskap i simning 2002 tog hon silver i 100 meter frisim (S8) och 400 meter frisim (S8) samt brons i 50 meter frisim (S8).

## Paralympics 2004
Vid Paralympiska sommarspelen 2004 var hon Färöarnas enda representant. I tävlingen tog hon brons på 400 meter frisim (S8) med tiden 5:26,29.

## VM 2006
Vid IPK:s världsmästerskap i simning 2006 tog hon silver i 100 meter och 400 meter frisim och brons i 50 meter frisim och 100  meter ryggsim.

## Paralympics 2008
Andreasen deltog även vid Paralympiska sommarspelen 2008 som Färöarnas enda deltagare. Hon var då flaggbärare för Färöarna under invigningsceremonin. Hon vann dock ingen medalj den gången.